# Finn Tveter
Finn Ivar Tveter, né le 19 novembre 1947 à Oslo et mort le 31 juillet 2018, est un rameur d'aviron norvégien. 

## Carrière
Finn Tveter participe aux Jeux olympiques de 1976 à Montréal et remporte la médaille d'argent avec le quatre sans barreur norvégien composé de Ole Nafstad, Arne Bergodd et Rolf Andreassen.